# Jung Won Rok-Ab
Jung Won Rok-Ab är en flygplats i Sydkorea. Den ligger i den centrala delen av landet, 100 km sydost om huvudstaden Seoul. Jung Won Rok-Ab ligger 85 meter över havet.
Terrängen runt Jung Won Rok-Ab är varierad. Runt Jung Won Rok-Ab är det ganska tätbefolkat, med 214 invånare per kvadratkilometer. Närmaste större samhälle är Chungju, 7,1 km sydost om Jung Won Rok-Ab. Runt Jung Won Rok-Ab är det i huvudsak tätbebyggt.